# Arabesque IV
Az Arabesque 4 a nyugatnémet Arabesque együttes negyedik nagylemeze, amely 1980-ban jelent meg. A felvételi munkálatok a frankfurti Europasound Studiosban zajlottak, 1980 szeptemberében. Énekesnők: Sandra, Michaela és Jasmin.

## A dalok

### A oldal
1. Make Love Whenever You Can 3.46
2. Keep the Wolf from the Door 4.21
3. I Don't Wanna Have Breakfast With You 3.49
4. Nights In the Harbour 4.32
5. Hey What A Magic Night 3.15

### B oldal
1. Midnight Dancer 3.41
2. Hi Hi Highway 4.04
3. You Win, Hands Down 3.05
4. Black Out 3.25
5. Born to Reggae 3.32

(Valamennyi dal a Jean Frankfurter – John Moering páros szerzeménye.)

## Közreműködők
- Felvételvezető: Jean Frankfurter
- Hangmérnök: Michael Bestmann, Klaus Gebauer, Klaus Wilcke
- Keverés: Fred Schreier
- Producer: Wolfgang Mewes

## Legnagyobb slágerek
- Make Love Whenever You Can
- I Don't Wanna Have Breakfast With You
- Hey What A Magic Night
- Midnight Dancer
- Hi Hi Highway
- Born to Reggae